# Fermail de la chappe

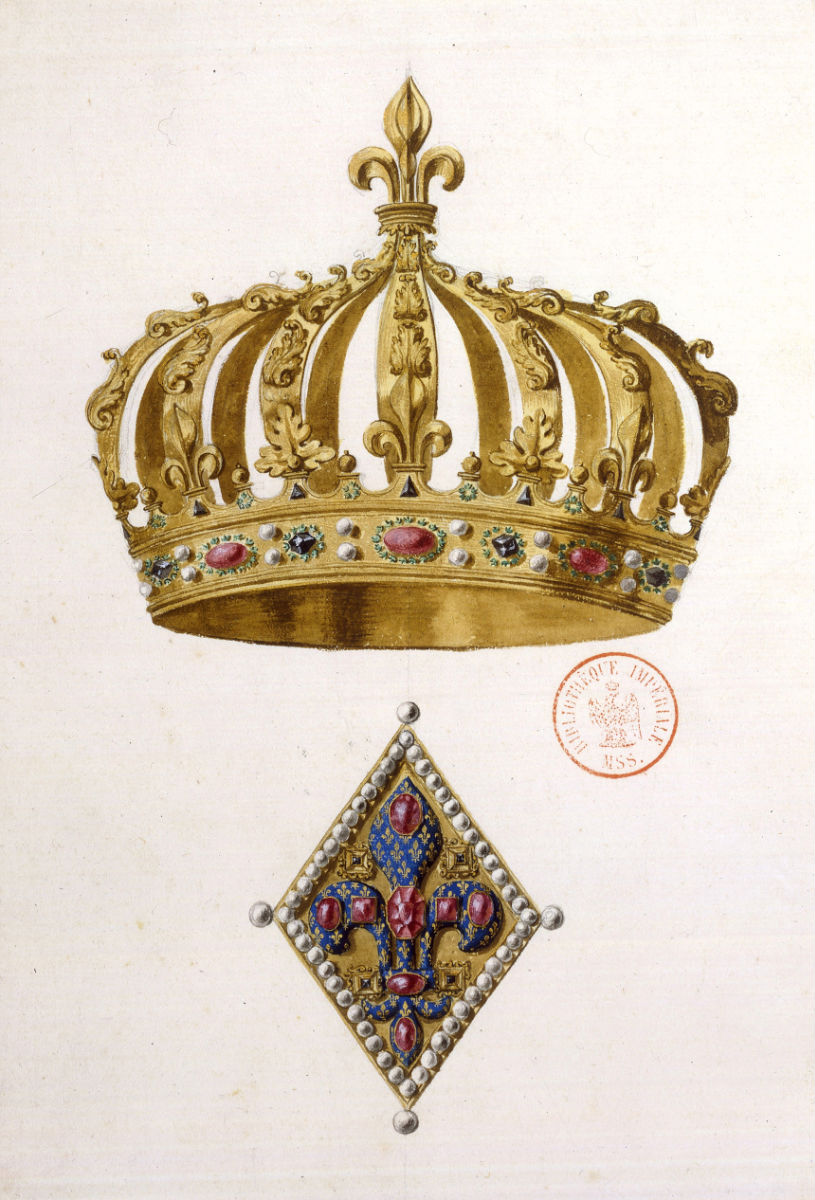
Dessin du fermail de la Chappe (planche I de l'ouvrage de Dom Félibien) surmonté par la couronne d'Henri IV

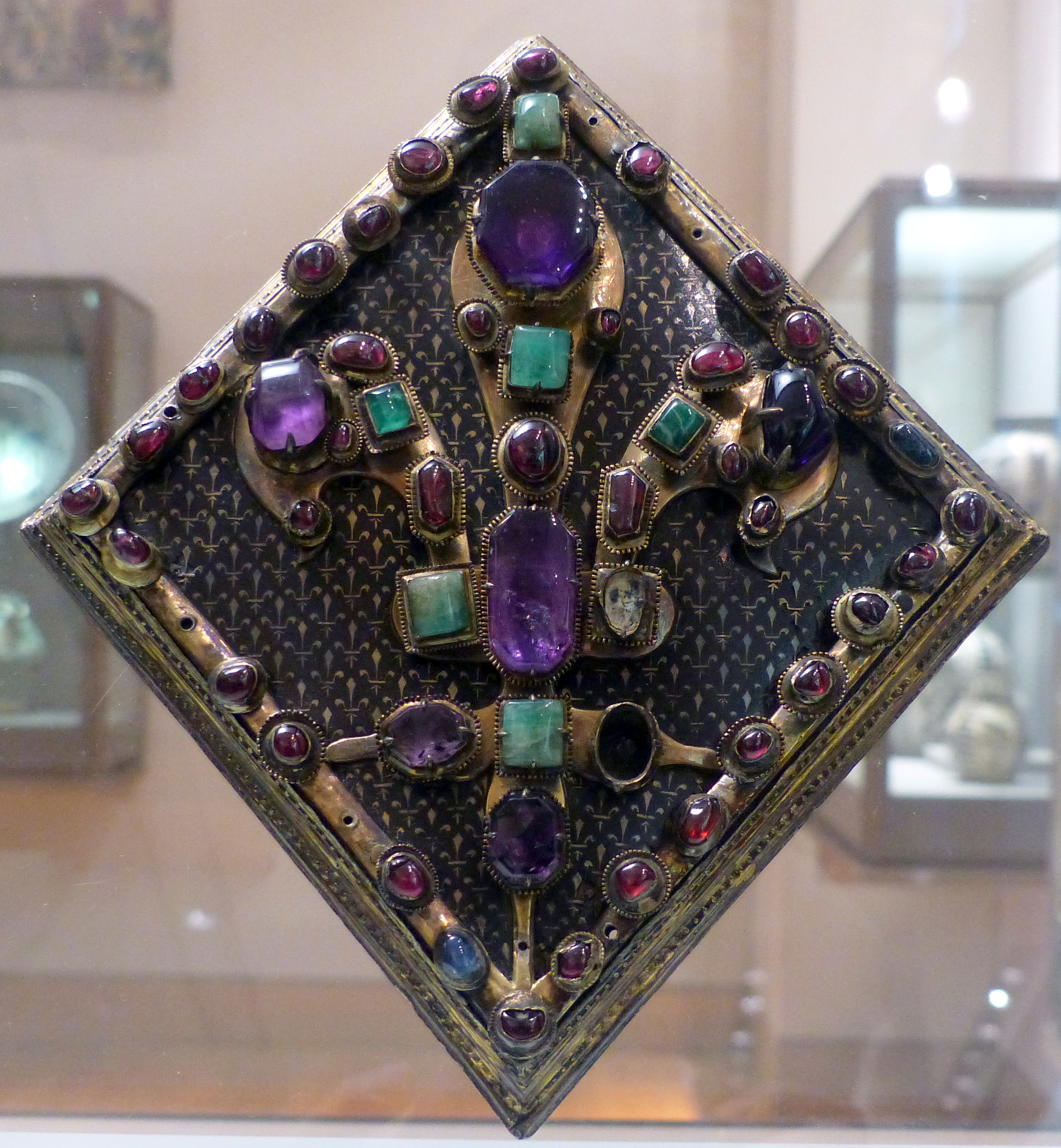
Fermail de saint Louis au musée du Louvre, très similaire au fermail original

Le fermail de la chappe  ou agrafe du sacre était une broche servant à fermer la chappe (la cape ou manteau de couronnement) dont était revêtu le roi de France au cours de son sacre. Datant de l'époque médiévale, c'est un losange d'or environné de perles, avec une fleur de lys fleurdelisée d'or, enrichi de rubis balais,. Il fut vendu en 1798.
Une broche très semblable, le fermail de saint Louis, est conservée au musée du Louvre, elle serait de fabrication postérieure au règne de ce roi et n'aurait pas d'utilisation particulière pour le sacre. On sait que cette forme d'ornement était assez courant sous les règnes des derniers capétiens, mais cette agrafe, d'utilisation royale, est la seule qui soit parvenue jusqu'à nous.
Le musée de Cluny conserve un autre fermoir médiéval, réalisé à Prague au milieu du XIVe siècle.

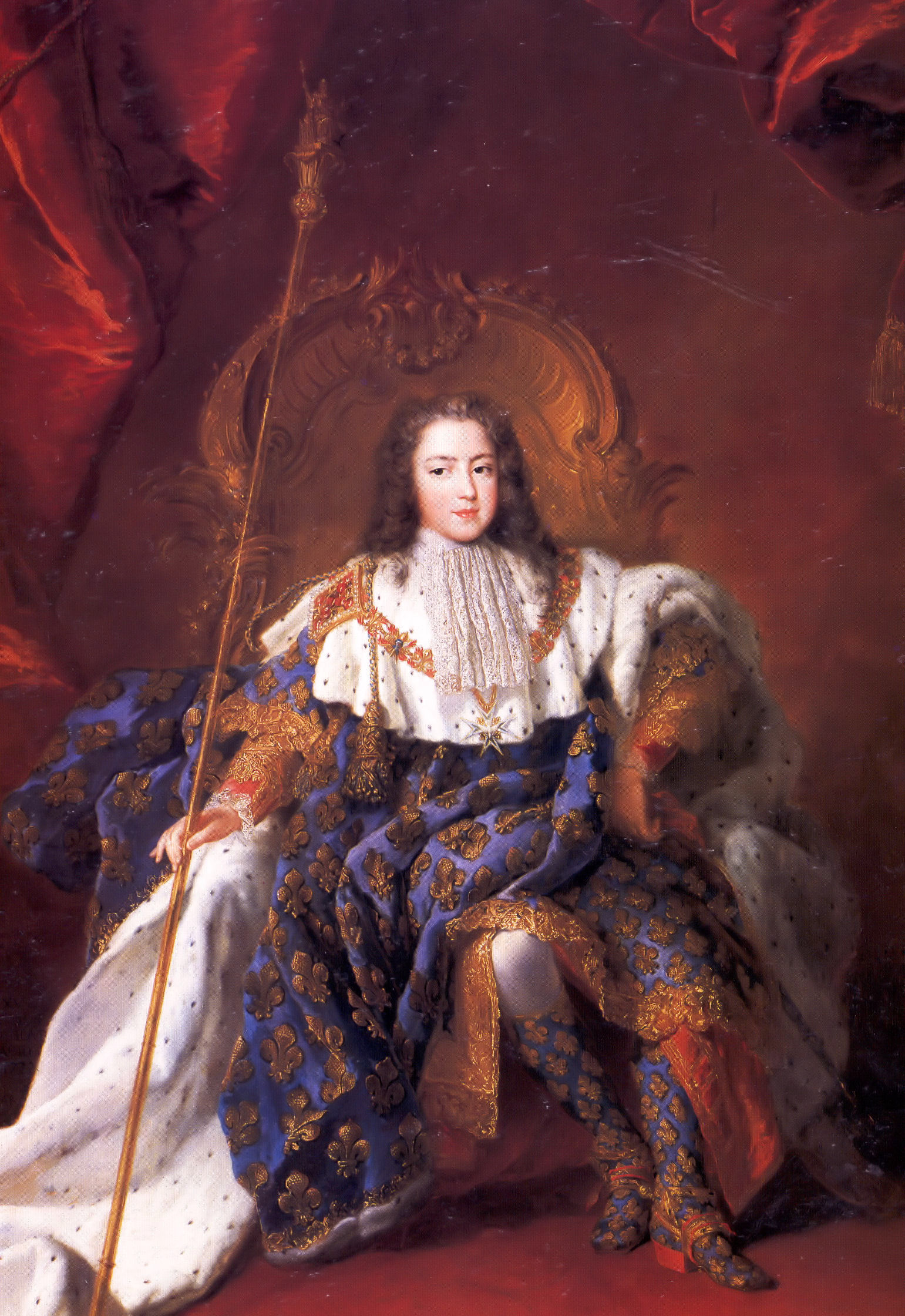
Portrait de Louis XV en costume de sacre, le fermail sur l'épaule.